# Keblice
Keblice (deutsch Keblitz, älter auch Geblitz, Kobelitz, Koblitz) ist eine Gemeinde in Tschechien. Sie liegt sechs Kilometer südöstlich von Lovosice an der  Autobahn D 8 und gehört zum Okres Litoměřice.

## Geographie
Das Dorf befindet sich am Fuße der Dubina-Tafel, eines südlichen Ausläufers des Böhmischen Mittelgebirges in der Flussebene der Eger. Westlich erhebt sich der 245 m hohe Humenský vrch (Hahnberg), an dessen Westflanke die Autobahntrasse vorbeiführt. Die nächste Abfahrt Lovosice-východ liegt anderthalb Kilometer gegen Nordwest. Jenseits der Autobahn befinden sich am Humenský vrch die Reste des Jagdschlösschens Windsor.
Nachbarorte sind Lukavec und Nové Kopisty im Norden, Terezín und Bohušovice nad Ohří im Nordosten, Brňany im Osten, Brozany nad Ohří und Rochov im Südosten, Zadní Ves und Vrbičany im Süden, Siřejovice im Westen sowie Sulejovice im Nordwesten.

## Geschichte
Erstmals erwähnt wurde Keblice im Jahre 1249 in einer Verkaufsurkunde Wenzels I., der den Ort aus dem Besitz des Klosters Osek herauslöste und an Johann Herbert aus Leitmeritz veräußerte. Seit dieser Zeit befand sich das Dorf bis 1848 im Besitz Leitmeritzer Bürger. Am Abfall der Dubina-Tafel zum Egertal wurden nach 1550 Weinberge angelegt und das Dorf wurde zu einem Weinbauort. Im Dreißigjährigen Krieg wurde der Ort mehrfach verwüstet.
Ein Kuriosum stellt die Zeit nach der Aufhebung der Patrimonialherrschaften dar. Ab 1848 gab es im Keblice keinen Großgrundbesitz und sämtliche Fluren befanden sich im Besitz der örtlichen Bauern. 1870 entstand am Hahnberg aus der seit 1833 nachweislichen Holländerwindmühle das Jagdschlösschen Windsor. In den Folgejahren erwarben die Besitzer der Schlossgutes Tschischkowitz sämtlichen Boden von den Bauern. 1880 lebten etwa 400 Menschen im Dorf. Bis 1920 wuchs die Einwohnerzahl auf 750, von denen die Tschechen die Mehrheit bildeten. Lebensgrundlage bildete der Ackerbau, wobei Hackfrüchte und Getreide dominieren. Daneben arbeitete ein Teil der Einwohner in der Tschischkowitzer Ziegelei. In dieser Zeit zählte das Dorf zu den schönsten Orten im Bezirk. Nach dem Zweiten Weltkrieg wurde der Čížkovicer Großgrundbesitz enteignet und wieder aufgeteilt. Das Jagdschloss, verfiel zur Ruine.

## Ortsgliederung
Für die Gemeinde Keblice sind keine Ortsteile ausgewiesen.

## Sehenswürdigkeiten
- Ruine des Jagdschlösschens Windsor, wegen Einsturzgefahr nicht zugänglich
- Kirche St. Wenzel
- Hussitische Kirche
- Denkmal der Roten Armee